# CJK
CJK är en engelsk akronym för Chinese, Japanese, Korean, det vill säga de tre stora asiatiska språken kinesiska,  japanska och koreanska.
Förkortningen innebär inte att själva språken är nämnvärt lika, utan syftar på att de använder liknande skriftsystem, baserat på kinesiska tecken, och används framförallt inom datorsammanhang som Unicode, där de tre kinesiskbaserade skriftsystemen har kopplats samman till ett enda.
Detta är antagligen den största kontroversen som Unicode har genomfört, då flera klagomål har framförts från de berörda länderna på grund av sammanfogningen. Ett problem är att samma tecken ibland skrivs olika i de olika språken (eller i historiska texter eller annan specifik kontext), vilket Unicode inte beaktar på något särskilt smidigt sätt.